# 그리스 공군

그리스 공군(HAF; 그리스어: Πολεμική Αεροπορία Polemikí Aeroporía[*], ΠΑ로 약칭)은 그리스의 공군이다. NATO에서 가장 큰 공군 중 하나로 간주되며 세계적으로 139개국 중 18위를 차지한다. 1935년부터 1973년까지 그리스 왕국 하에서는 이전에 왕립 그리스 공군(RHAF, Ἑλληνικὴ Βασιλικὴ Ἀεροπορία Ellinikí Vasilikí Aeroporía[*])으로 알려졌다.
그리스 공군은 그리스군의 세 가지 부대 중 하나이며, 임무는 그리스 영공을 보호 및 보호하고, 그리스 육군과 해군에 항공 지원 및 지원을 제공하며, 그리스와 주변 지역에 인도주의적 지원을 제공하는 것이다. 그리스 공군은 약 33,000명의 현역 병력을 보유하고 있으며 그 중 11,750명은 직업 장교, 14,000명은 전문 군인(ΕΠ.ΟΠ.), 7,250명은 자원 봉사 징집병, 1,100명은 여성이다. 그리스 공군의 모토는 '항상 높은 곳을 지배하라'를 뜻하는 고대 그리스 문구 Αἰὲν Ὑψικρατεῖν(Aièn Hypsikrateîn)이며, HAF 엠블럼은 그리스 공군 원형대 앞에 날아다니는 독수리를 나타낸다. 항공참모부(GEA)는 아티카현 필로테이-사이코 지역의 파파구 캠프에 주둔하고 있다.